# Dietmar Woidke
Dietmar Woidke (Forst, 22 ottobre 1961) è un politico tedesco appartenente alla SPD e dall'agosto 2013 ministro-presidente del Brandeburgo, venendo confermato il suo mandato altre due volte consecutivamente nel 2019 e 2024.